# Verrey-sous-Drée
Verrey-sous-Drée is een gemeente in het Franse departement Côte-d'Or in de regio Bourgogne-Franche-Comté en telt 56 inwoners (2009). De plaats maakt deel uit van het arrondissement Dijon.

## Geografie
De oppervlakte van Verrey-sous-Drée bedraagt 3,5 km², de bevolkingsdichtheid is dus 16 inwoners per km².
De onderstaande kaart toont de ligging van Verrey-sous-Drée met de belangrijkste infrastructuur en aangrenzende gemeenten.

## Demografie
Onderstaande figuur toont het verloop van het inwonertal (bron: INSEE-tellingen).